# Saint-Mars-Vieux-Maisons
Saint-Mars-Vieux-Maisons är en kommun i departementet Seine-et-Marne i regionen Île-de-France i norra Frankrike. Kommunen ligger i kantonen La Ferté-Gaucher som tillhör arrondissementet Provins. År 2022 hade Saint-Mars-Vieux-Maisons 248 invånare.

## Befolkningsutveckling
Antalet invånare i kommunen Saint-Mars-Vieux-Maisons
| Referens: INSEE |